# Armentières-en-Brie
Armentières-en-Brie település Franciaországban, Seine-et-Marne megyében. Lakosainak száma 1196 fő (2022. január 1.). Armentières-en-Brie Saint-Jean-les-Deux-Jumeaux, Tancrou, Trilport, Changis-sur-Marne, Germigny-l’Évêque, Isles-les-Meldeuses, Jaignes és Montceaux-lès-Meaux községekkel határos.

## Népesség
A település népességének változása:
| Lakosok száma | 1337 | 1269 | 1271 | 1242 | 1234 | 1225 | 1213 | 1205 | 1196 |
|               | 2013 | 2015 | 2016 | 2017 | 2018 | 2019 | 2020 | 2021 | 2022 |